# 数学软件
数学软件，是用來建模、分析、計算各種數學資料，包括數值、符號、幾何資料等之電腦軟體。

## 電腦代數系統
目前比较流行的電腦代數系統有MAPLE、Mathematica、Maxima、PARI/Gp、Sage等。

## 统计
常見的统计软件有SPSS、SAS、Minitab、R语言、PSPP等。

## 幾何
常見的交談式幾何軟體有GeoGebra、幾何畫板等。

## 數值分析
常見的數值分析軟體有MATLAB、GNU Octave、Scilab、FreeMat等。